# William Prunier
William Prunier (Montreuil, Sena-San Denis, Francia, 14 de agosto de 1967) es un exfutbolista. Su posición en el campo era la de defensa. Es el actual entrenador del Canet Roussillon FC.

## Trayectoria
La distinguida carrera de Prunier en su natal Francia lo llevó por distintos equipos como el AJ Auxerre, el Olympique de Marsella y el Girondins de Bordeaux.
Tras un período de prueba en el club inglés Manchester United (que padecía una crisis de lesiones en su defensa), con un buen debut ante el Queens Park Rangers y una derrota contra el Tottenham, en marzo de 1996 se fue al FC Copenhague. Pasó luego por el Montpellier, el AD Ceuta el Napoli, el Hearts y el KV Kortrijk; en 1999 volvió a Francia, contratado por el Toulouse. Su último equipo fue el club qatarí Al-Siliya, donde en 2004 acabó su carrera de futbolista.

## Selección nacional
En agosto de 1992 jugó un partido con la selección de su país (Francia-Brasil 2-0).

## Clubes

### Como jugador
| Club                   | País       | Año       |
| ---------------------- | ---------- | --------- |
| AJ Auxerre             | Francia    | 1984-1993 |
| Olympique de Marsella  | Francia    | 1993-1994 |
| Girondins de Bordeaux  | Francia    | 1994-1995 |
| Manchester United      | Inglaterra | 1995-1996 |
| FC Copenhague          | Dinamarca  | 1996      |
| Montpellier HSC        | Francia    | 1996-1997 |
| AD Ceuta               | España     | 1997      |
| SSC Napoli             | Italia     | 1997-1998 |
| Heart of Midlothian FC | Escocia    | 1998      |
| KV Kortrijk            | Bélgica    | 1998-1999 |
| Toulouse FC            | Francia    | 1999-2004 |
| Al-Siliya SC           | Catar      | 2004      |

### Como entrenador
| Club                  | País    | Año           |
| --------------------- | ------- | ------------- |
| JS Cugnaux            | Francia | 2010-2011     |
| US Colomiers Football | Francia | 2011-2014     |
| Athlético Marseille   | Francia | 2014          |
| Sporting Club Toulon  | Francia | 2017-2018     |
| Canet Roussillon FC   | Francia | 2018-Presente |